# 單身者留意日
單身者留意日（英語：Singles Awareness Day），簡稱SAD，时间为每年的2月15日，是单身人士的民间节日。主要是讓大家關懷一些沒有情人或單身者。為單身人士提供另類的方式度過情人節，讓沒有伴侶的人不用參與傳統的情人節慶祝活動。一些參與「單身者留意日」的人頗為厭惡情人節，認為它只是個「賀卡節日」（即以消費為主題甚於表達心意的商業化節日），亦有其他厭惡情人節的原因。
在單身者留意日，單身人士會聚會慶祝或憐憫其單身身份，當中有些藉此提醒情侶們留意那些比他們不幸的單身者。在這一天，單身者留意日的奉行者常見的問候語是「單身者留意日快樂！」（"Happy SAD!"）。
這節日是自嘲式幽默的例子。